# 遠藤武夫
遠藤 武夫（えんどう たけお）、( 1934年(1935年?) - 2023年 (令和5年) 8月9日)は福島県の合唱指揮者、音楽教師。福島商業高等学校を経て、福島大学教育学部音楽科卒業。長年母校及び福島県立梁川高等学校の音楽教諭を務める傍ら、「フロイデ合唱団」の常任指揮を務め、福島の合唱文化の発展に尽くす。同僚にピアニストの斎藤一次がいた。
脚注
1. ↑  福島民友新聞2023年8月17日紙面15頁「お悔やみ」享年89歳。
2. ↑  「梁川高等学校卒業記念写真集1987～1990」より。

| スタブアイコン | サブスタブ | この項目は、まだ閲覧者の調べものの参照としては役立たない、音楽関係者（バンド等）に関連した書きかけの項目です。この項目を加筆・訂正などしてくださる協力者を求めています（P:音楽/PJ:芸能人）。 |

| スタブアイコン | サブスタブ | この項目は、まだ閲覧者の調べものの参照としては役立たない、クラシック音楽に関連した書きかけの項目です。この項目を加筆・訂正などしてくださる協力者を求めています（P:クラシック音楽/PJ:クラシック音楽）。 |